# Сторожинецький район
Сторожине́цький райо́н — колишній район у південно-західній частині Чернівецької області України, у передгірній частині Карпат. Районний центр — місто Сторожинець. Територія району — була найбільша в області і становила 1160 км². Населення становило 97 965 осіб (на 1 лютого 2012 року).
17 липня 2020 року район було ліквідовано внаслідок адміністративно-територіальної реформи, а його територія відійшла до новоутвореного Чернівецького району.

## Основні відомості
У південно-західній частині Чернівецької області розкинувся найбільший за площею її район — Сторожинецький. Мальовничі краєвиди підгір'я Карпат, які на півдні та південному заході переходять у власне гори, додають регіону неповторної краси.
Місто Сторожинець — адміністративний центр району. Сторожинець займає дуже вигідне географічне положення. Він розташований на залізничній лінії Чернівці — Глибока — Сторожинець — Берегомет з відгалуженням із Карапчева на Чудей — Красноїльськ. Місто перетинають найважливіші шосейні шляхи Чернівці — Сторожинець — Красноїльськ, Глибока — Сторожинець — Вижниця та Кіцмань — Дубівці — Сторожинець. Місто розташоване у мальовничій долині річки Серет (ліва притока Дунаю). Для регіону характерна ландшафтна рослинність, в якій переважають мішані ліси.
За археологічними матеріалами поселення Сторожинець уже існувало в XIV — XV ст.

### Походження назви
Назва поселення, як довів Ю. О. Карпенко, походить від слова «сторожа», тобто «варта». Спочатку так називали сторожове укріплення, яке, можливо, розміщувалося на пагорбах вздовж лівого берега Сірету.
За іншими даними, назва походить від першого поселенця на ім'я Сторож, який розчистив ділянку землі від густого лісу та оселився тут, біля карпатських гір.
У 1919 році була спроба перейменувати Сторожинець у Флондорени за прізвищем поміщицької родини, якій колись належало це поселення, але нова назва не прижилася.

## Історія
Буковинський край, і в тому числі Сторожинеччина, як його складова частина, пройшов ряд етапів свого становлення, пов'язаних зі зміною історичних епох, утворенням та занепадом держав.
Вперше в історичних джерелах Сторожинець згадується 18 лютого 1448 року в грамоті молдовського господаря Романа ІІ. Очевидно, час появи населеного пункту Сторожинець на території Буковини потрібно відносити до кінця XIV — початку XV століття. В 1476 році населений пункт згадується як власність Тодорахі Сорочану. З грамоти молдовського господаря Стефана ІІІ Великого від 15 березня 1490 року відомо, що Сторожинець на той час належав до Сучавської волості.
Документально підтверджено історичними дослідженнями, що у ІХ—ХІ століттях на буковинській землі мала адміністративний вплив Київська Русь, згодом — Галицько-Волинське князівство (ХІІ — ХІІІ ст.).
З середини XIV ст. і до кінця XVI ст. Сторожинець, як і більша частина Буковини, входили до складу Молдовського князівства. В 1448 році містом володів молдовський воєвода Роман.
Згодом Молдова потрапила в залежність до Туреччини. Населення несло на собі подвійний гніт — турецьких загарбників і місцевих румунських та молдовських феодалів.
Унаслідок російсько-турецької війни (1769–1774 рр.) місто було звільнене від турецької неволі, але з часом його підкорила сусідня Австро-Угорщина.
Після падіння Австро-Угорської імперії Сторожинець протягом 22 років перебував під владою Румунського королівства.
28 червня 1940 року Північна Буковина входить до складу Української РСР та СРСР. У цьому ж році 11 листопада, під час адміністративного упорядкування земель, був утворений Сторожинецький район. У сучасних межах він існує з 4 січня 1965 року.
За час німецько-румунської окупації району було завдано величезних збитків. Збитки перевищували 67,0 млн рублів на той час.
Від німецької окупації Сторожинець був звільнений військами Першого Українського фронту у березні 1944 року.
Нова сторінка літопису Сторожинеччини відкрита із приходом незалежності.
25 травня 2014 року відбулися Президентські вибори України. У межах Сторожинецького району було створено 57 виборчих дільниць. Явка на виборах складала — 55,48% (проголосували 40 517 із 73 029 виборців). Найбільшу кількість голосів отримав Петро Порошенко — 58,08% (23 531 виборців); Юлія Тимошенко — 23,32% (9 448 виборців), Олег Ляшко — 8,56% (3 469 виборців), Сергій Тігіпко — 2,16% (875 виборців), Анатолій Гриценко — 1,57% (636 виборців). Решта кандидатів набрали меншу кількість голосів. Кількість недійсних або зіпсованих бюлетенів — 1,55%. 

## Географія
Район межує на півдні з Румунією, на заході з Вижницьким, на півночі з Кіцманським районами, на сході з Глибоцьким районом та містом Чернівці.

## Природно-заповідний фонд
Заповідні урочища Сторожинецького району:
| Назва           | Рік заснування | Площа (га) |
| --------------- | -------------- | ---------- |
| Маловатий       | 1984           | 26         |
| Квітка          | 1984           | 7          |
| Ділянка пралісу | 1984           | 11         |
| Кривка          | 1984           | 13         |
| Кривка          | 1984           | 21         |
| Лаура           | 1984           | 26         |
| Горянка         | 1984           | 15         |
| Дунавець        | 1991           | 41         |
| Рибне           | 1984           | 10         |
| Мирів           | 1984           | 11         |
| Дубівка         | 1984           | 9          |
| Ярок            | 1984           | 7          |

Заказник загальнодержавного значення
| Назва       | Вид     | Рік заснування | Площа (га) |
| ----------- | ------- | -------------- | ---------- |
| Лунківський | Лісовий | 1974           | 106        |

Пам'ятки природи
| Назва         | Рік заснування | Площа (га) |
| ------------- | -------------- | ---------- |
| Тисовий яр    | 1981           | 10         |
| Урочище Білка | 1981           | 6          |

Дендрологічний парк
| Назва                              | Рік заснування | Площа (га) |
| ---------------------------------- | -------------- | ---------- |
| Сторожинецький дендрологічний парк | 1983           | 18         |

### Регіональні ландшафтні парки
Чернівецький (частина)

### Ботанічні заказники
Білка, Мальованка.

### Загальнозоологічні заказники
Зубровиця.

### Іхтіологічні заказники
Сіретський (частина).

### Ландшафтні заказники
Красноїльський, Цецино (частина).

### Лісові заказники
Еталонне насадження бука, Лунківський

### Орнітологічні заказники
Чорний лелека.

### Ботанічні пам'ятки природи
Ділянка лучної флори (с. Глибочок), Ділянка лучної флори (с. Спаська), Ділянка степової флори, Праліс грабово-буково-дубовий, Праліс модрини європейської, Тисова ділянка, Тисовий яр (загальнодержавного значення), Урочище «Білка» (загальнодержавного значення).

### Геологічні пам'ятки природи
Водоспад «Королівський», Мала Лоза.

### Гідрологічні пам'ятки природи
Джерело «Красноїльське», Джерело «Підгірне-1», Джерело «Підгірне-2», Джерело «Підгірне-3», Джерело «Стара Красношора», Мінеральна вода Буковинська-1, Мінеральна вода Буковинська-2, Михальчанська мінеральна-2.

### Заповідні урочища
Горянка, Ділянка пралісу, Дубівка, Дунавець, Квітка, Кривка (Кучурівське лісництво), Кривка (Їжівське лісництво), Лаура, Маловатний, Мирів, Рибне, Ярок.

### Дендрологічні парки
Сторожинецький (загальнодержавного значення).

### Парки-пам'ятки садово-паркового мистецтва
Банилівський, Буденецький, Клинівський, Красноїльський, Михальчанський, Слобода-Комарівський, Старожадівський, Сторожинецький.

## Адміністративний устрій
Район адміністративно-територіально поділяється на 1 міську раду, 1 селищну раду та 24 сільські ради, які об'єднують 39 населених пунктів та підпорядковані Сторожинецькій районній раді.

## Населення
Розподіл населення за віком та статтю (2001):
| Стать | Всього | До 15 років | 15-24 | 25-44  | 45-64 | 65-85 | Понад 85 |
| --- | ------ | ----------- | ----- | ------ | ----- | ----- | -------- |
| Чоловіки | 45 927 | 11 873      | 7984  | 13 839 | 8241  | 3810  | 180      |
| Жінки | 49 362 | 11 310      | 7600  | 13 395 | 9875  | 6691  | 491      |
| \| Статево-вікова піраміда \| Статево-вікова піраміда \| Статево-вікова піраміда \| \| ----------------------- \| ----------------------- \| ----------------------- \| \| Чоловіки \| Вік \| Жінки \| \| 180 \| 85 + \| 491 \| \| 276 \| 80-84 \| 662 \| \| 644 \| 75-79 \| 1464 \| \| 1237 \| 70-74 \| 2046 \| \| 1653 \| 65-69 \| 2519 \| \| 1786 \| 60-64 \| 2506 \| \| 1629 \| 55-59 \| 2156 \| \| 2281 \| 50-54 \| 2564 \| \| 2545 \| 45-49 \| 2649 \| \| 3308 \| 40-44 \| 3237 \| \| 3229 \| 35-39 \| 3273 \| \| 3630 \| 30-34 \| 3270 \| \| 3672 \| 25-29 \| 3615 \| \| 3811 \| 20-24 \| 3703 \| \| 4173 \| 15-20 \| 3897 \| \| 4339 \| 10-14 \| 4255 \| \| 4079 \| 5-9 \| 3903 \| \| 3455 \| 0-4 \| 3152 \| |        |             |       |        |       |       |          |
| Статево-вікова піраміда |        |             |       |        |       |       |          |
| Чоловіки | Вік    | Жінки       |       |        |       |       |          |
| 180 | 85 +   | 491         |       |        |       |       |          |
| 276 | 80-84  | 662         |       |        |       |       |          |
| 644 | 75-79  | 1464        |       |        |       |       |          |
| 1237 | 70-74  | 2046        |       |        |       |       |          |
| 1653 | 65-69  | 2519        |       |        |       |       |          |
| 1786 | 60-64  | 2506        |       |        |       |       |          |
| 1629 | 55-59  | 2156        |       |        |       |       |          |
| 2281 | 50-54  | 2564        |       |        |       |       |          |
| 2545 | 45-49  | 2649        |       |        |       |       |          |
| 3308 | 40-44  | 3237        |       |        |       |       |          |
| 3229 | 35-39  | 3273        |       |        |       |       |          |
| 3630 | 30-34  | 3270        |       |        |       |       |          |
| 3672 | 25-29  | 3615        |       |        |       |       |          |
| 3811 | 20-24  | 3703        |       |        |       |       |          |
| 4173 | 15-20  | 3897        |       |        |       |       |          |
| 4339 | 10-14  | 4255        |       |        |       |       |          |
| 4079 | 5-9    | 3903        |       |        |       |       |          |
| 3455 | 0-4    | 3152        |       |        |       |       |          |

Національний склад населення за даними перепису 2001 року:
| Національність | Кількість осіб | Відсоток |
| -------------- | -------------- | -------- |
| українці       | 56786          | 59,59 %  |
| румуни         | 35095          | 36,83 %  |
| поляки         | 1461           | 1,53 %   |
| росіяни        | 1367           | 1,43 %   |
| молдовани      | 307            | 0,32 %   |
| інші           | 279            | 0,29 %   |

Мовний склад населення за даними перепису 2001 року:
| Мова       | Кількість осіб | Відсоток |
| ---------- | -------------- | -------- |
| українська | 58531          | 61,42 %  |
| румунська  | 33736          | 35,40 %  |
| російська  | 1729           | 1,81 %   |
| польська   | 884            | 0,93 %   |
| молдовська | 229            | 0,24 %   |
| інші       | 186            | 0,20 %   |

Етномовний склад населених пунктів району (рідна мова населення)
|                      | українська | румунська | російська | польська |
| Сторожинецький район | 61,4       | 35,4      | 1,8       | 1,0      |
| -------------------- | ---------- | --------- | --------- | -------- |
| м. Сторожинець       | 81,0       | 11,1      | 6,6       | 0,8      |
| смт Красноїльськ     | 5,5        | 92,3      | 1,5       | 0,2      |
| с. Банилів-Підгірний | 97,6       | 1,3       | 0,7       | 0,3      |
| с. Бобівці           | 99,4       | 0,1       | 0,5       | -        |
| с. Буденець          | 3,0        | 95,7      | 1,1       | 0,1      |
| с. Великий Кучурів   | 99,1       | 0,2       | 0,4       | -        |
| с. Годилів           | 95,8       | 0,9       | 2,8       | 0,1      |
| с. Верхні Петрівці   | 4,3        | 94,7      | 0,3       | 0,4      |
| с. Давидівка         | 80,4       | 17,0      | 0,4       | 2,2      |
| с. Зруб-Комарівці    | 70,7       | 29,0      | -         | 0,1      |
| с. Їжівці            | 1,5        | 97,3      | 0,4       | 0,2      |
| с. Урсоя             | 1,1        | 97,8      | 0,9       | -        |
| с. Кам'яна           | 98,9       | 0,2       | 0,6       | -        |
| с. Глибочок          | 97,7       | -         | 1,6       | -        |
| с. Панка             | 97,4       | 1,3       | 1,3       | 0,0      |
| с. Комарівці         | 99,0       | 0,2       | 0,3       | 0,1      |
| с. Костинці          | 99,6       | 0,1       | 0,3       | -        |
| с. Ясени             | 99,3       | -         | 0,5       | -        |
| с. Чудей             | 13,6       | 82,1      | 3,9       | 0,1      |
| с. Нова Красношора   | 71,2       | 23,0      | 0,5       | 4,7      |
| с. Михальча          | 99,2       | 0,1       | 0,5       | -        |
| с. Дубове            | 98,7       | 0,4       | 1,0       | -        |
| с. Заволока          | 97,1       | 1,3       | 1,0       | -        |
| с. Спаська           | 99,6       | -         | 0,1       | -        |
| с. Нижні Петрівці    | 2,4        | 95,7      | 0,9       | 0,5      |
| с. Аршиця            | 4,0        | 69,5      | 0,8       | 25,2     |
| с. Нові Бросківці    | 98,1       | 1,1       | 0,7       | -        |
| с. Заболоття         | 99,5       | 0,3       | -         | -        |
| с. Ропча             | 4,5        | 94,0      | 0,8       | 0,1      |
| с. Слобода-Комарівці | 99,7       | -         | 0,2       | 0,1      |
| с. Снячів            | 97,9       | 0,1       | 1,5       | -        |
| с. Глибочок          | 98,8       | 0,8       | 0,4       | -        |
| с. Старі Бросківці   | 83,9       | 15,5      | 0,5       | -        |
| с. Стара Жадова      | 99,0       | 0,2       | 0,5       | 0,0      |
| с. Дібрівка          | 99,9       | -         | 0,1       | -        |
| с. Косованка         | 99,5       | -         | 0,3       | 0,3      |
| с. Нова Жадова       | 98,5       | 0,3       | 1,0       | -        |
| с. Стара Красношора  | 11,3       | 26,6      | 0,4       | 61,6     |
| с. Тисовець          | 98,8       | 0,3       | 0,5       | -        |
| с. Череш             | 25,7       | 71,3      | 2,0       | 0,2      |

## Економіка
В районі функціонує 15 промислових підприємств.

## Соціальна сфера
Освіта Сторожинецького району представлена 51 загальноосвітньою школою та однією школою-інтернатом.
В районі функціонують 9 лікарень, 6 амбулаторій, 31 фельдшерсько-акушерський пункт. Заклади культури: клубні установи — 44, бібліотеки — 47, школи естетичного виховання — 5.

## Визначні особистості
У ХІХ ст. в Сторожинці у своїй резиденції періодично жив та відпочивав землевласник М. Оренштайн.
Сторожинеччина пов'язана з ім'ям графа Сикантина, який звів собі будинок у с. Стара Жадова у 1893 році. На Сторожинеччині свого часу також відомими були родини Миколи Фльондора, родина Окуневських (в тому числі Софія Окуневська — перша жінка-лікар в Австро-Угорщині), родина Волчинських та ін. За часів Австро-Угорщини почесним громадянином міста Сторожинець був видатний громадсько-політичний діяч Буковини Барон Микола Василько.
Сторожинеччина також пов'язана з ім'ям Тодора Іваницького, відомого політичного діяча, Пантелеймона Видинівсього — буковинського художника, який протягом 1926–1936 рр. працював викладачем рисунка й каліграфії у Сторожинецькому ліцеї. До відомих постатей 20-40-х років ХХ ст. також належить німецькомовний письменник Альфред Маргул-Шпербер (1898–1967 рр.). Сторожинецька земля дала поштовх для творчості Ользі Кобилянській, письменниці і громадській діячці Наталії Кобринській. Виявляється, гостював у родини Окуневських і письменник Василь Стефаник, де й лягли на папір перші новели «Синьої книжечки».
Також уродженцем Сторожинеччини є митрополит Даниїл (в миру — Чокалюк Богдан Михайлович). Він був одним з тих, хто закладав підвалини Української Православної церкви Київського патріархату. Окрім того, родом з с. Давидіка співак з світовим іменем, соліст Берлінської опери Йозеф Шмідт. У Давидівці якийсь час жив відомий український письменник, композитор С. І. Воробкевич.
У с. Кам'яна народився та прожив 50 років відомий письменник, член Національної спілки письменників України Василь Кожелянко.
У с. Ропча є могила письменника, перекладача, збирача українського, молдовського фольклору Болеслава Хиждеу.
У місті Сторожинець народився провідний політик Буковини Георге Грігоровіч, депутат австрійського парламенту від соціал-демократиів, видавець газети.
Уродженцями Сторожинця є й член Спілки художників Румунії, автор великої кількості портретів, пейзажів Василь Буз, відомий румунський композитор, диригент, педагог Раду Паладі. Окрім того, уродженкою с. Тисовець Сторожинецького району є відома українська поетеса Анна Дущак.
Нині у Сторожинці живе Герой України Георгій Березовський. Чудово репрезентують наш край у державі та за її межами народний артист України Мар'ян Гаденко.

## Туризм

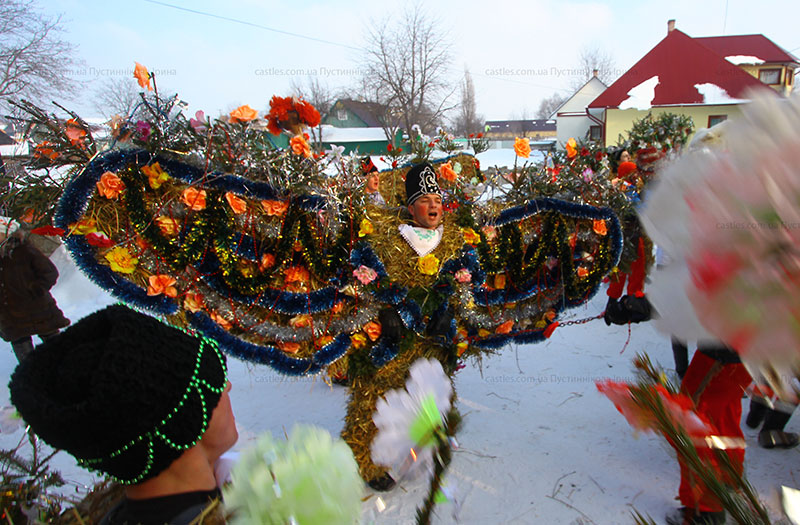
Красноїльська маланка

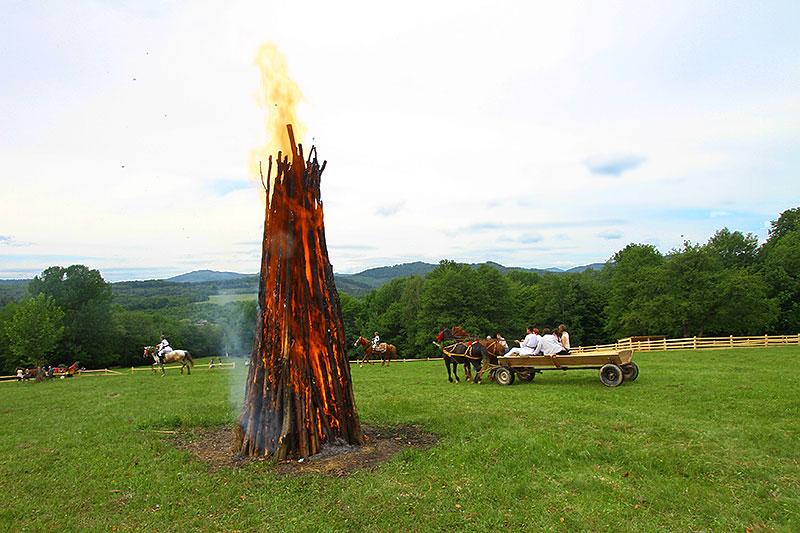
Красноїльська полонина

### Фестивалі Сторожинеччини
1. Фестиваль «Від Різдва Христового до Йордана». Відомий на теренах Буковини та поза її межами завдяки унікальності Красноїльської маланки. Це масштабне явище не залишає байдужим абсолютно нікого своєю оригінальністю, поєднанням минулого і сучасного. Їй притаманні елементи клоунади, бутафорії, лицедійства.
2. Фестиваль Березового соку. Єдиний у своєму роді фестиваль проходить кожного року у с. Банилів-Підгірний Сторожинецького району. Гості мають змогу почастуватися свіжим березовим соком, пройти майстер-клас, як потрібно його збирати, насолодитися природою Прикарпаття, відвідати водоспад Королівський, скуштувати гуцульські страви та просто відпочити від буденності у приємній та теплій атмосфері.
3. Фестиваль Красноїльська полонина. Фестиваль проходить у смт. Красноїльськ Сторожинецького району (напрямок — Бухарестська дорога) та з кожним роком набирає обертів. Усі охочі мають можливість помилуватись неповторною красою буковинських Карпат, пригоститись кулінарними витворами місцевої кухні, зачаруватись виступами самобутніх фольклорних колективів, закружляти у запальному національному танку та насолодитись чудовою та неповторною атмосферою свята.

### Монастирі району
- Монастир Святих Жінок-Мироносиць (с. Верхні Петрівці, хутір Леорда).

Будівництво почалося у 1994 році. Серед святинь є ікона Божої матері Всецариця «Пантанаса», яка є цілющою та помічною; Храмова ікона Святих Жінок-Мироносиць, яку написали в Почаївській Лаврі; ікона Великомученика і цілителя Пантелеймона з часточкою святих мощей; Хрест з Єрусалиму, який був освячений на гробі Господньому на Голгофі; Хрест з кипарисового дерева із Єрусалиму з частиною Хреста Господнього, на якому був розіп'ятий Ісус Христос.
На території монастиря діє Михайлівська церква, під дзвіницею — новий храм на честь Великомученика цілителя Пантелеймона, у корпусі є й храм Святих Жінок-Мироночиць.
- Жіночий монастир Святого Великомученика Іоанна Сучавського (смт. Красноїльськ, хутір Слатина).

Заснований у 1996 році. Саме тут бере початок річка Солонець з-під пагорба, в якому ще 200 років тому було обладнано і на сьогодні унікальну за складом води криницю.

### Музеї та музейні кімнати
1. Сторожинецький музей бойової слави (м. Сторожинець, вул. Кобилянська, 25);
2. Банилово-Підгірнівський музей історії села (с. Банилів-Підгірний, приміщення гімназії);
3. Великокучурівський музей історії села (с. Великий Кучурів, приміщення середньої школи);
4. Годилівський етнографічний музей «Бабусина скриня» (с. Годилів, приміщення школи);
5. Новобросківський музей історії села (с. Нові Бросківці, адміністративний будинок сільської ради);
6. Нижньопетрівецький музей історії села (с. Нижні Петрівці, приміщення колишньої школи);
7. Красноїльський історико-етнографічний музейний ансамбль ім. М.Емінеску (будинок на території церкви);
8. Ропчанський історико-краєзнавчий музей (с. Ропча, приміщення сільської школи);
9. Чудейський музей національних культур (с. Чудей, приміщення сільського Будинку національних культур);
10. Костинецький історико-етнографічний музей (с. Костинці, приміщення сільської школи);
11. Давидівський історико-етнографічний музей (с. Давидівка, приміщення середньої школи);
12. Ропчанський музей історії села (с. Ропча, приміщення сільського Будинку культури).

## Культурна спадщина

### Пам'ятки архітектури
- Пам'ятки архітектури національного значення

1) Михайлівська церква (с. Стара Жадова) — 1806 р. спорудження.
Знаходиться за кладкою на правому березі річки Сірет. На теперішній вигляд церква відновлена у 1954 році. Першим священиком був Пімен. На даний час настоятелем церкви є Погоріловський Кирило Порфирович.

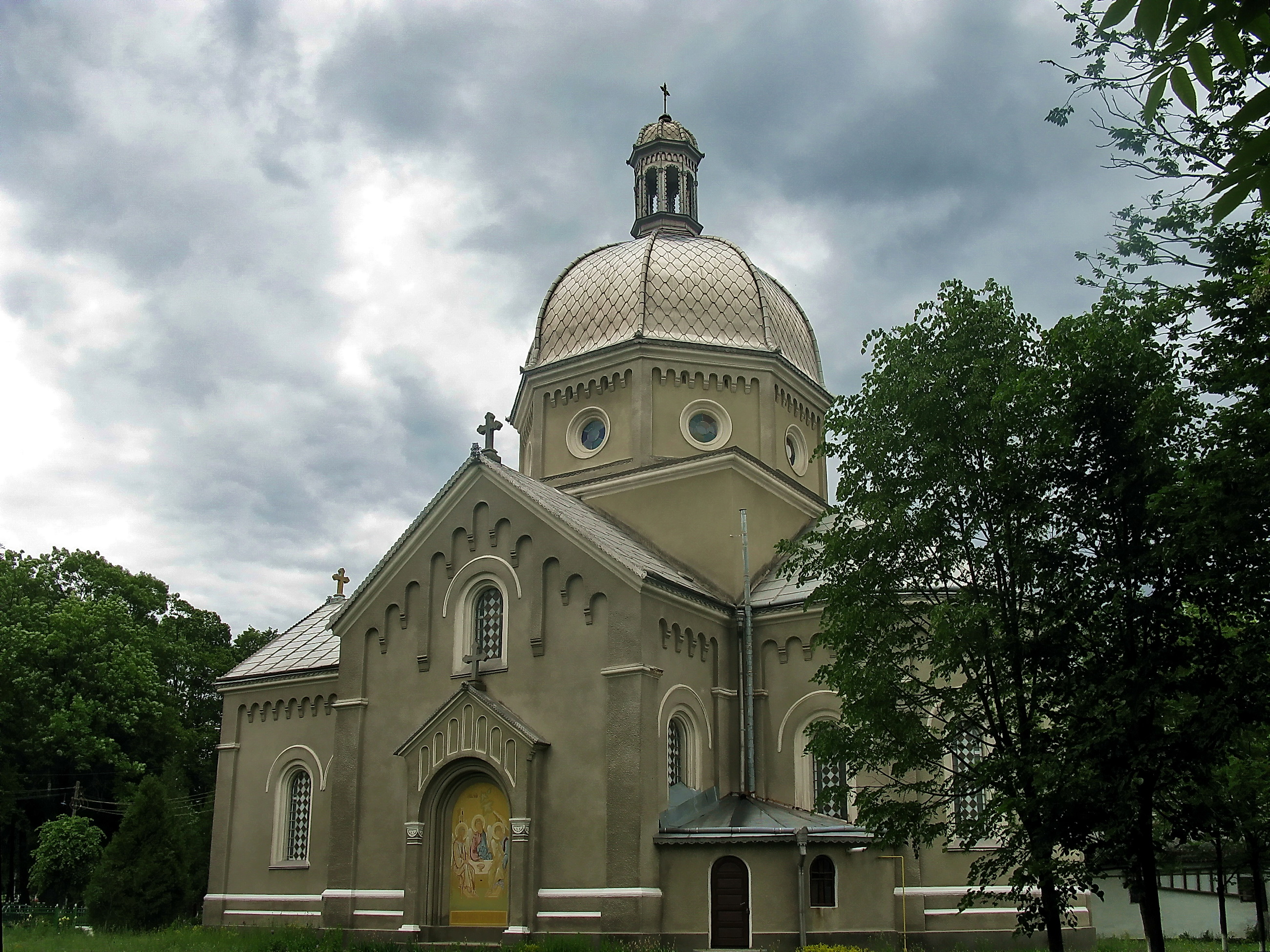
Свято-Георгіївська церква

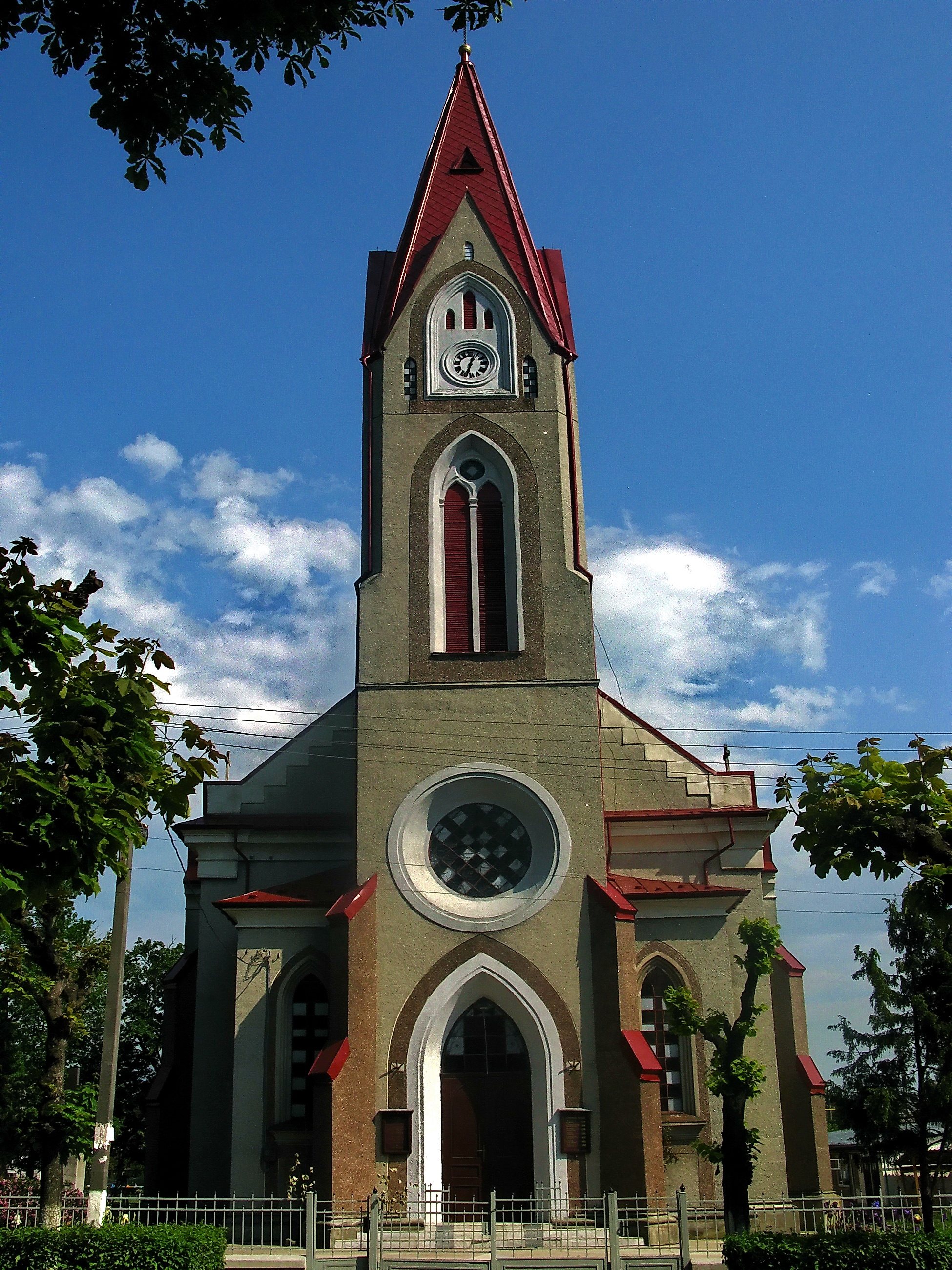
Костел Святої Анни

2) Церква Покрови Пресвятої Богородиці та дзвіниця (с. Ясени) — 1748 р. спорудження
- Пам'ятки архітектури місцевого значення

1. Свято-Георгіївська церква (м. Сторожинець) — 1888 р. спорудження;
2. Римо-католицький костел Святої Анни] (м. Сторожинець) — 1905 р. спорудження;
3. Ратуша (м. Сторожинець) — 1905 р. спорудження;
4. Церква Успіння Пресвятої Богородиці (с. Бобівці) — 1883 р. спорудження;
5. Усипальниця родини Медведських (с. Бобівці) — 1884 р. спорудження;
6. Михайлівська церква та дзвіниця (с. Буденець) — 1803 р. спорудження;
7. Палац Мікулі (с. Буденець) — ХІХ ст.
8. Церква Параскеви (с. Верхні Петрівці) — 1906 р. спорудження;
9. Церква Параскеви та дзвіниця (с. Давидівка) — 1910 р. спорудження;
10. Дмитрівська церква та дзвіниця (с. Їжівці) — 1897 р. споудженя;
11. Приходська школа (с. Кам'яна) — 1884 р. спорудження;
12. Михайлівська церква та дзвіниця (с. Кам'яна) — 1897 р.спорудження;
13. Церква Іоанна Предтечі (смт. Красноїльськ) — 1798 р. спорудження;
14. Успенська церква та дзвіниця (с. Михальча) — 1901 р. спорудження;
15. Церква Пресвятої Богородиці та дзвіниця (с. Нові Бросківці) — 1897 р. спорудження;
16. Свято-Покровська церква та дзвіниця (с. Нова Жадова) — 1897 р. спорудження;
17. Костел Михайла (с. Панка) — 1882 р. спорудження;
18. Дмитрівська церква та дзвіниця (с. Панка) — 1900 р. спорудження;
19. Церква Різдва Пресвятої Богородиці (с. Слобода-Комарівці) — 1924 р. спорудження;
20. Свято-Духівська церква та дзвіниця (с. Снячів) — 1877 р. спорудження;
21. Церква святих апостолів Петра і Павла (с. Старі Бросківці) — 1789 р. спорудження;
22. Дмитрівська церква та дзвіниця (с. Тисовець) — 1892 р. спорудження;
23. Миколаївська церква (с. Чудей) — 1883 р. спорудження.